# Milano-Torino 1946
La Milano-Torino 1946, trentaduesima edizione della corsa, si svolse il 31 marzo 1946 su un percorso di 256 km. La vittoria fu appannaggio dell'italiano Vito Ortelli, che completò il percorso in 7h10'00", precedendo i connazionali (e compagni di squadra alla Benotto) Oreste Conte, Guido Lelli e Aldo Ronconi, giunti insieme in parata.

## Percorso
Il via fu dato al Poligono della Cagnola (oggi Tiro a Segno Nazionale). La corsa transitò quindi, tra gli altri luoghi, a Somma Lombardo (km 42), Baveno, Omegna (km 95), sul Colle della Cremosina (km 117), Crevacuore (km 138), Pettinengo (km 162), sul Passo di Serra, Caluso (km 220) e Chivasso (km 233). L'arrivo fu, dopo 256 km, al Motovelodromo di Corso Casale.

## Ordine d'arrivo (Top 10)
| Pos. | Corridore      | Squadra     | Tempo    |
| ---- | -------------- | ----------- | -------- |
| 1    | Vito Ortelli   | Benotto     | 7h10'00" |
| 2    | Oreste Conte   | Benotto     | s.t.     |
| 3    | Guido Lelli    | Benotto     | s.t.     |
| 4    | Aldo Ronconi   | Benotto     | s.t.     |
| 5    | Aldo Baito     | Ricci       | a 5'44"  |
| 6    | Olimpio Bizzi  | Viscontea   | a 6'44"  |
| 7    | Luigi Casola   | Individuale | s.t.     |
| 8    | Serse Coppi    | Bianchi     | s.t.     |
| 9    | Pietro Ferrari | Individuale | s.t.     |
| 10   | Giulio Bresci  | Welter      | s.t.     |